# Culminația Pământului
„Culminația Pământului” (engleză: Transit of Earth) este o povestire științifico-fantastică scrisă de autorul britanic Arthur C. Clarke.  A apărut inițial în revista Playboy din 1971. „Culminația Pământului” a fost publicată în colecția de povestiri The Wind from the Sun (1972).
În limba română a fost tradusă de Mihai-Dan Pavelescu  și a apărut în colecția de povestiri Lumina întunericului din 2002 în Colecția Sci-Fi a Editurii Teora.

## Prezentare
Un astronaut are un accident fără a avea vreo șansă de salvare. Acesta devine captiv pe solul planetei Marte și singurul lucru pe care îl poate face este să înregistreze trecerea Pământului și a Lunii prin fața discului Soarelui. Povestea are loc într-o istorie alternativă  a Pământului.